# Europawahl in Luxemburg 2019
- LSAP: 1
- Gréng: 1
- DP: 2
- CSV: 2

Die Europawahl in Luxemburg 2019 fand am 26. Mai im Rahmen der EU-weiten Europawahl 2019 statt. In Luxemburg wurden sechs Mandate des Europaparlaments vergeben.

## Wahlrecht
Die Wahl erfolgte nach dem Verhältniswahlrecht, wobei die Sitze nach dem D’Hondt-Verfahren vergeben werden. Das ganze Land war ein einheitlicher Wahlkreis. Die Wähler konnten sechs Stimmen vergeben, die sie entweder an eine Liste vergeben oder auf einzelne Kandidaten verteilen konnten, die auch auf verschiedenen Listen stehen dürfen. Dabei konnten pro Kandidat auch zwei Stimmen vergeben werden.
Es bestand Wahlpflicht für alle Luxemburger zwischen 18 und 75 Jahren. EU-Bürger, die mindestens seit zwei Jahren in Luxemburg wohnen und ins Wählerverzeichnis eingetragen waren, durften ebenfalls in Luxemburg wählen.

## Ausgangslage
Bei der Europawahl 2014 mussten die Parteien der regierenden Koalition von liberaler DP, sozialdemokratischer LSAP und Grünen (Déi Gréng) Verluste hinnehmen. Die Grünen wurden aber erstmals bei einer nationalen Wahl zweitstärkste Kraft.
Die christsoziale CSV gewann Stimmen hinzu und wurde – wie bei jeder Europawahl bisher – stärkste Partei. Der ehemalige Regierungschef der CSV Jean-Claude Juncker trat dabei als europaweiter Spitzenkandidat der EVP an und wurde nach der Wahl Präsident der Europäischen Kommission.
Im Ergebnis änderte sich aber an der Sitzverteilung im Vergleich zu 2009 nichts. Die CSV erhielt drei Mandate; Grüne, LSAP und DP je eines.
Bei der Kammerwahl 2018 konnte die Regierung Bettel-Schneider ihre Mehrheit in der Abgeordnetenkammer knapp verteidigen, wobei DP und LSAP Stimmenanteile verloren, die Grünen jedoch hinzugewannen. Die CSV blieb trotz Verlusten stärkste Partei. Erstmals zog die Piratepartei ins Parlament ein.

## Parteien
Folgende Parteien traten zur Wahl an:
| Listen nummer | Kürzel          | Name                                        | Europapartei                                    | Mandate Kammer | Mandate EP |
| ------------- | --------------- | ------------------------------------------- | ----------------------------------------------- | -------------- | ---------- |
| 10            | CSV             | Chrëschtlech-Sozial Vollekspartei           | Europäische Volkspartei                         | 21             | 3          |
| 1             | DP              | Demokratesch Partei                         | Allianz der Liberalen und Demokraten für Europa | 12             | 1          |
| 8             | LSAP            | Lëtzebuerger Sozialistesch Aarbechterpartei | Sozialdemokratische Partei Europas              | 10             | 1          |
| 7             | déi gréng       | Déi Gréng                                   | Europäische Grüne Partei                        | 9              | 1          |
| 9             | A.D.R.          | Alternativ Demokratesch Reformpartei        | Europäische Konservative und Reformer           | 4              | −          |
| 2             | Piraten         | Piratepartei Lëtzebuerg                     | Europäische Piratenpartei                       | 2              | −          |
| 5             | déi Lénk        | Déi Lénk                                    | Europäische Linke                               | 2              | −          |
| 3             | Déi Konservativ | Déi Konservativ                             | –                                               | –              | –          |
| 4             | KPL             | Kommunistesch Partei Lëtzebuerg             | –                                               | –              | –          |
| 6             | Volt            | Volt Lëtzebuerg                             | Volt Europa                                     | –              | –          |

Um zur Wahl antreten zu können, mussten Parteien 250 Unterschriften von Wahlberechtigten oder eine Unterschrift eines (luxemburgischen) Mitglied des Europäischen Parlaments oder der Kammer vorlegen. So erhielt zum Beispiel Volt die Zulassung durch eine Unterschrift des DP-Kammerabgeordneten Max Hahn.

## Ergebnis
| Listen                | Listen                                             | Stimmen   | %    | +/-   | Mandate | +/- |
| --------------------- | -------------------------------------------------- | --------- | ---- | ----- | ------- | --- |
|                       | Demokratesch Partei (DP)                           | 268.910   | 21,4 | +6,7  | 2       | +1  |
|                       | Chrëschtlech-Sozial Vollekspartei (CSV)            | 264.665   | 21,1 | −16,6 | 2       | −1  |
|                       | Déi Gréng                                          | 237.215   | 18,9 | +3,9  | 1       | ±0  |
|                       | Lëtzebuerger Sozialistesch Aarbechterpartei (LSAP) | 152.900   | 12,2 | +0,4  | 1       | ±0  |
|                       | Alternativ Demokratesch Reformpartei (ADR)         | 125.988   | 10,0 | +2,5  | –       | ±0  |
|                       | Piratepartei Lëtzebuerg (Piraten)                  | 96.579    | 7,7  | +3,5  | –       | ±0  |
|                       | Déi Lénk                                           | 60.648    | 4,8  | −0,9  | –       | ±0  |
|                       | Volt Lëtzebuerg (Volt)                             | 26.483    | 2,1  | Neu   | –       | Neu |
|                       | Kommunistesch Partei Lëtzebuerg (KPL)              | 14.323    | 1,1  | −0,4  | –       | ±0  |
|                       | Déi Konservativ                                    | 6.652     | 0,5  | Neu   | –       | Neu |
| Gesamt                | Gesamt                                             | 1.254.363 | 100  |       | 6       | –   |
|                       |                                                    |           |      |       |         |     |
| Gültige Stimmzettel   | Gültige Stimmzettel                                | 217.086   | –    | –     |         |     |
| Ungültige Stimmzettel | Ungültige Stimmzettel                              | 22.958    | 9,6  |       |         |     |
| Wähler                | Wähler                                             | 240.044   | 84,1 |       |         |     |
| Wahlberechtigte       | Wahlberechtigte                                    | 285.435   |      |       |         |     |
|                       |                                                    |           |      |       |         |     |
| Quelle: Procès-verbal |                                                    |           |      |       |         |     |

## Fraktionen im Europäischen Parlament

### Nach Parteien
| Partei                         | Partei                                      | Mandate | Fraktion |
| ------------------------------ | ------------------------------------------- | ------- | -------- |
|                                | Demokratesch Partei                         | 2 / 6   | RE       |
|                                | Chrëschtlech-Sozial Vollekspartei           | 2 / 6   | EVP      |
|                                | Déi Gréng                                   | 1 / 6   | G/EFA    |
|                                | Lëtzebuerger Sozialistesch Aarbechterpartei | 1 / 6   | S&D      |
|                                |                                             |         |          |
| Quelle: Europäisches Parlament |                                             |         |          |

### Nach Fraktionen
| Partei | Partei                                                     | Sitze  | Sitze | Sitze   |
| Partei | Partei                                                     | Anzahl | +/−   | %       |
| ------ | ---------------------------------------------------------- | ------ | ----- | ------- |
|        | Renew Europe (RE)                                          | 2      | +1    | 33,33 % |
|        | Europäische Volkspartei (EVP)                              | 2      | –1    | 33,33 % |
|        | Die Grünen/Europäische Freie Allianz (Grüne/EFA)           | 1      | ±0    | 16,67 % |
|        | Progressiven Allianz der Sozialdemokraten (S&D)            | 1      | ±0    | 16,67 % |
|        | Europäische Konservative und Reformer (EKR)                | 0      | ±0    | —       |
|        | Vereinte Europäische Linke/Nordische Grüne Linke (GUE/NGL) | 0      | ±0    | —       |
|        | Identität und Demokratie (ID)                              | 0      | neu   | —       |
|        | fraktionslos                                               | 0      | ±0    | —       |
| Gesamt | Gesamt                                                     | 6      | —     | 100,0   |